# Басілашвілі Олег Валеріанович
Оле́г Валеріа́нович Басілашві́лі (груз. ოლეგ ბასილაშვილი; нар. 26 вересня 1934, Москва, СРСР) — радянський і російський актор театру та кіно, громадський діяч. Народний артист СРСР (1984).

## Життєпис
Народився 26 вересня 1934 року у Москві. Грузинське прізвище Басілашвілі відновив батько; до того всі предки на російський лад звалися Басіловими. Обидва прізвища перекладаються однаково — «нащадок Басила (Василя)». Предки Басілашвіли перебралися до Грузії з історичного грузинського краю Тао-Кларджеті (нині у складі Туреччини) близько 400 років тому. Жили в селі Корбі Горійського повіту. Батько, Валеріан Ношреванович Басілашвілі, був директором Московського політехникуму зв’язку, помер 1975 року у віці 75 років. Мати Ірина Сергійовна Ільїнська (1908—1980) — філолог, викладач, автор підручника з російської мови для вчителів, книг «Лексика віршів Пушкіна» (рос. Лексика стихотворений Пушкина), «Про багатство російської мови» (рос. О богатстве русского языка) та інших. Дід по батьківській лінії — Ношреван Койхосрович Бачило (1867—1943), околодочний наглядач поліції Горійського повіту Тифліської губернії. Прадід — Кайхосро (1840—?), землевласник із селища Карбі Горійського повіту. Дід по материнській лінії — Сергій Михайлович Ільїнський (1872—1934), архітектор, випускник Московського училища сницарства та будівництва; за його проєктом у 1914—1917 роках збудований храм Святих Мучеників Адріана та Наталії при станції Лосиноострівській.
У роки війни жив у Тбілісі в евакуації. Був комсомольцем.
1956 року закінчив Школу-студію МХАТу (курс П. В. Массальського), отримавши розподіл у Ленінградський театр імені Ленінського комсомолу. 1959 року був запрошений у трупу Великого драматичного театру імені Г. О. Товстоногова. Брав участь у постановках Г. О. Товстоногова («Варвари», «Океан», «Лихо з розуму», «Три сестри», «Історія коня»).
Популярність актору принесли ролі в кінофільмах Ельдара Рязанова («Службовий роман», 1977; «Про бідного гусара замовте слово», 1981; «Вокзал для двох», 1982), Георгія Данелії («Осінній марафон», 1979).
У 1990—1993 роках — народний депутат РРФСР (Російської Федерації). Брав участь у випуску книги «Автограф століття» (2006).

### Погляди
У своїх висловлюваннях різко критикує тоталітарний режим Радянського Союзу, таврує масове поширення психології «совка» та підтримку режиму Путіна в Росії.
2008 року, коментуючи конфлікт у Південній Осетії, назвав вторгнення російських військ на цю територію окупацією, оскільки де-юре регіон є частиною Грузії, закликав діячів культури в цій ситуації намагатися виховувати в людях гуманізм і повагу до інших народів. Аналогічну думку висловив 2014 року щодо війни на сході України, зазначивши, що йому незрозумілі цілі, яких намагаються досягти «повстанці», висловивши при цьому свій сумнів щодо об’єктивності висвітлення подій на Донбасі російськими засобами масової інформації.
Заявив, що в результаті анексії Криму Росією «замість брата і друга, який [був] поряд із нами, уже здобули злого ворога — на всі віки». Пізніше закликав російське суспільство припинити ідеологічне переслідування діячів культури, які мають думку про ситуацію в Україні, відмінну від поглядів російської влади.
Був внесений Мінкультом України до так званого «білого списку» артистів, які підтримують територіальну цілісність і суверенітет країни, хоча сам при цьому висловив сумнів у необхідності складання таких списків.
У 2022 році підписав відкритий лист проти російського вторгнення в Україну.

### Сім’я
Перший шлюб з актрисою Тетяною Дороніною розпався через вісім років (1955—1963). Друга дружина Галина Мшанська — журналіст, шеф-редактор відділу художніх програм студії «Культура» ДТРК «Санкт-Петербург», автор й ведуча циклу програм «Царська ложа» телеканалу «Культура», дочка радянської оперної співачки Ольги Мшанської (1900—1983). Дочки від другого шлюбу — Ольга Мшанська та Ксенія Басілашвілі.

## Фільмографія
- 1956 — Наречена — Андрій Андрійович
- 1959 — Гаряча душа — Геннадій Олександрович Стрєльников
- 1959 — Піднята цілина — козак
- 1963 — Зима тривоги нашої (фільм-спектакль) — Джой Морфі
- 1963 — Кюхля (фільм-спектакль) — Іван Іванович Пущин
- 1963 — Рембрандт (фільм-спектакль) — Сікс
- 1964 — Гранатовий браслет — князь Василь Львович Шеїн
- 1965 — Змова послів — Роберт Брюс Локкарт
- 1965 — Обломов (фільм-спектакль) — Іван Ілліч Обломов
- 1965 — Римські розповіді (фільм-спектакль) — веселун
- 1965 — Страх і відчай у Третій імперії (фільм-спектакль) — Тео, нацист-штурмовик
- 1966 — Марнотрат (фільм-спектакль)
- 1966 — Старша сестра — Олег Мединський, режисер театру
- 1966 — Театральні зустрічі БДТ в Москві (фільм-спектакль) — старий артист
- 1967 — Доктор Стокман (фільм-спектакль)
- 1967 — Сьомий супутник — заарештований офіцер
- 1967 — Диваки (фільм-спектакль) — Мастаков
- 1968 — Живий труп — Віктор Каренін
- 1968 — Наші знайомі — керівник самодіяльності
- 1968 — Останні дні (фільм-спектакль) — Нестор Кукольник, поет
- 1969 — Мертві душі (фільм-спектакль) — Манілов
- 1969 — Неймовірний Ієгудіїл Хламіда — Костерін
- 1969 — Смерть Вазір-Мухтара (фільм-спектакль) — Іван Григорович Бурцев
- 1970 — Балада про Берінга і його друзів — князь Іван Долгоруков
- 1970 — Повернення «Святого Луки» — Юрій Костянтинович Лоскутов
- 1970 — Чайка російської сцени (фільм-спектакль)
- 1971 — Пограбування опівночі (фільм-спектакль) — Шеф
- 1971 — Сім Дружин Синьої Бороди (фільм-спектакль)
- 1972 — 31-й відділ (фільм-спектакль) — шеф видавничого концерну
- 1972 — Ревізор. Сцени з вистави (фільм-спектакль) — Хлестаков
- 1973 — А. П. Чехов «Сценки» (фільм-спектакль) — головна роль
- 1973 — Підзорна труба (короткометражний) — папа Дениски
- 1973 — Хроніка однієї репетиції (фільм-спектакль)
- 1973—1983 — Вічний поклик — Лахновський
- 1974 — Лікаря викликали? — Петро Іванович, головлікар
- 1974 — Вибір мети — Борис Паш, американський контррозвідник
- 1974 — День прийому з особистих питань — Ігор Дятлов, співробітник тресту
- 1975 — Повітроплавець — Дмитро Тимофійович Пташников
- 1975 — Раба любові — Сава Якович Южаков
- 1976 — Завжди зі мною… — Василь Антонович Рубцов
- 1976 — Дні Турбіних — Володимир Робертович Тальберг, полковник генштабу
- 1976 — Життя і смерть Фердинанда Люса — Юрген Кройцман, радник юстиції
- 1977 — Службовий роман — Юрій Григорович Самохвалов
- 1977 — Смішні люди! — слідчий
- 1978 — Пограбування опівночі (фільм-спектакль) — шеф
- 1978 — Особливих прикмет немає — Кирило Прокопович Миколаїв
- 1978 — Полковник Шабер (фільм-спектакль) — адвокат Дервіль
- 1979 — Кілька днів із життя І. І. Обломова — пан у Петербурзі
- 1979 — Осінній марафон — Андрій Павлович Бузикін
- 1980 — Про бідного гусара замовте слово — граф Мерзляєв
- 1982 — Вокзал для двох — Платон Рябінін
- 1984 — Разом з Дунаєвським
- 1984 — І ось прийшов Бумбо... — Ілля Митрофанович
- 1985 — Сумувати не треба — виконання пісні і танцю
- 1985 — Протистояння — Владислав Миколайович Костенко
- 1985 — Співучасть у вбивстві — Томас Хобсон
- 1986 — БДТ тридцять років потому (фільм-спектакль) — Мамаєв
- 1986 — Дядя Ваня. Сцени із сільського життя (фільм-спектакль) — Іван Петрович Войницький
- 1986 — Кур'єр — Семен Петрович Кузнєцов — батько Каті
- 1986 — Віч-на-віч — Гладилін
- 1986 — Піквікський клуб (фільм-спектакль) — Джінгль
- 1986—1987 — Кінець світу з подальшим симпозіумом — Стенлі Баррет
- 1987 — Одного разу збрехавши… — відвідувач виставки
- 1988 — Велика гра — Бреннер, французький журналіст
- 1989 — Місто Зеро — Василь Миколайович Чугунов
- 1989 — Історія коня (фільм-спектакль) — Серпуховський
- 1990 — Чернов — Сева Ярмак
- 1991 — Справа — Кандид Касторовіч Тарелкин
- 1991 — Небеса обітовані — Федір Степанович
- 1992 — Квиток у червоний театр, або Смерть гробокопача — Кузнєцов, підполковник міліції
- 1993 — Пророцтво — Олег Володимирович Горюнов
- 1993 — Сни — граф Дмитро Призоров
- 1995 — Орел і решка — Валентин Петрович Савицький
- 1996 — Пішла — чоловік
- 1996 — Сирена — Петро Миколайович
- 1996 — Театр ЧехонТВ. Картинки з недавнього минулого (фільм-спектакль)
- 1998 — Суддя в пастці — суддя Скуізем
- 1999 — Що сказав небіжчик — шеф мафії
- 2000 — Бандитський Петербург-2 — Микола Степанович Прохоренко, прокурор Санкт-Петербурга
- 2000 — Романови. Вінценосна сім'я — професор Федоров
- 2001 — Отрути, або Всесвітня історія отруєнь — Іван Петрович Прохоров / Папа Римський Олександр VI Борджіа
- 2002 — Азазель — Лаврентій Аркадійович Мізін
- 2002 — Під дахами великого міста — Дімов
- 2003 — Ідіот — Іван Федорович Єпанчин
- 2005 — Майстер і Маргарита — Воланд
- 2006 — Карнавальна ніч-2, або 50 років потому — ансамбль ложкарів
- 2006 — Ленінградець — Микола Савицький
- 2006 — Сонька Золота Ручка — Левіт Санданович
- 2007 — Каліфорнійська сюїта (фільм-спектакль) — Вільям Воррен / Сідней Ніколс / Марвін Майклз
- 2007 — Ліквідація — Ігор Семенович, езотерик
- 2008 — Нічого не візьмеш — Аристарх Володимирович Вишневський
- 2008 — Марево — Афанасій Іванович
- 2008 — Не думай про білих мавп — один з авторів
- 2009 — Вербна неділя — Геннадій Матвійович Нікітін
- 2010 — Демон і Ада
- 2011 — Дядечків сон (фільм-спектакль) — Князь К.
- 2011 — Нові пригоди Аладдіна — казкар
- 2013 — Хуторянин — Павло Гнатович Сухомлинов
- 2015 — Без кордонів — Георгій

## Нагороди
- Заслужений артист РРФСР (1969)
- Народний артист РРФСР (1977)
- Орден Трудового Червоного Прапора (1979)
- Лауреат Державної премії РРФСР імені братів Васильєвих за роль Самохвалова у фільмі «Службовий роман» (1979)
- Лауреат премії Уряду Санкт-Петербурга в галузі літератури, мистецтва і архітектури
- Народний артист СРСР (1984)
- Орден Дружби (17 грудня 1994) — за заслуги перед народом, пов'язані з розвитком російської державності, досягненнями в праці, науці, культурі, мистецтві, зміцненням дружби і співпраці між народами[17]
- Лауреат премії «Золотий софіт» за найкращу чоловічу роль (1997)
- Орден «За заслуги перед Вітчизною» IV ступеня (13 лютого 2004) — за великий внесок у розвиток вітчизняного театрального мистецтва[18][19]
- Лауреат премії «Золота маска» за найкращу чоловічу роль (2009)
- Орден «За заслуги перед Вітчизною» III ступеня (5 лютого 2009) — за великий внесок у розвиток вітчизняного театрального мистецтва і багаторічну плідну діяльність[20]
- Орден Досконалості, (Грузія, 2010)[21]
- Почесний громадянин Тбілісі (2011)[22]
- Почесний громадянин Санкт-Петербурга (2012).[23]